# Kovászna

Kovászna központja

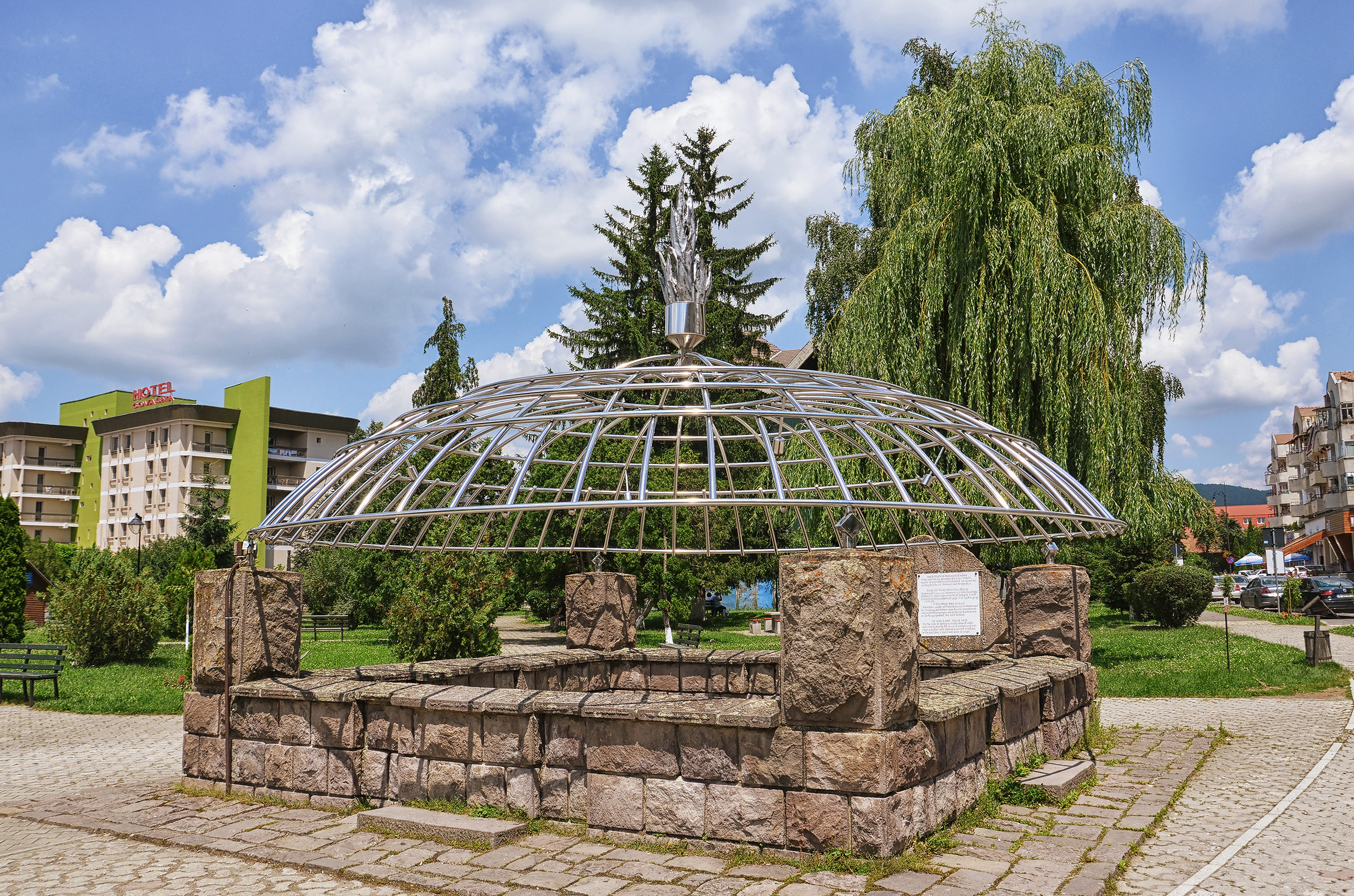
Pokolsár

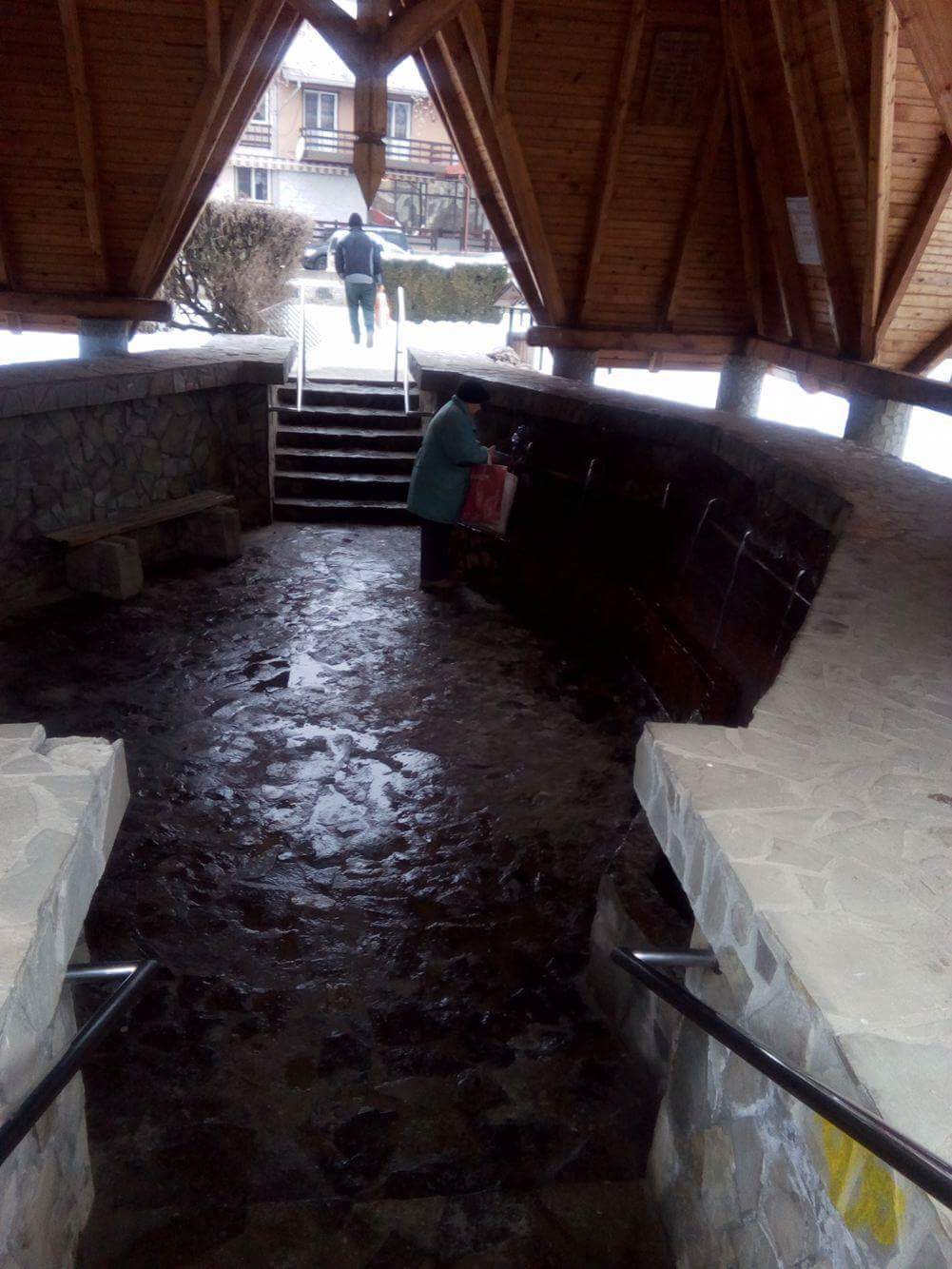
Borvízkút

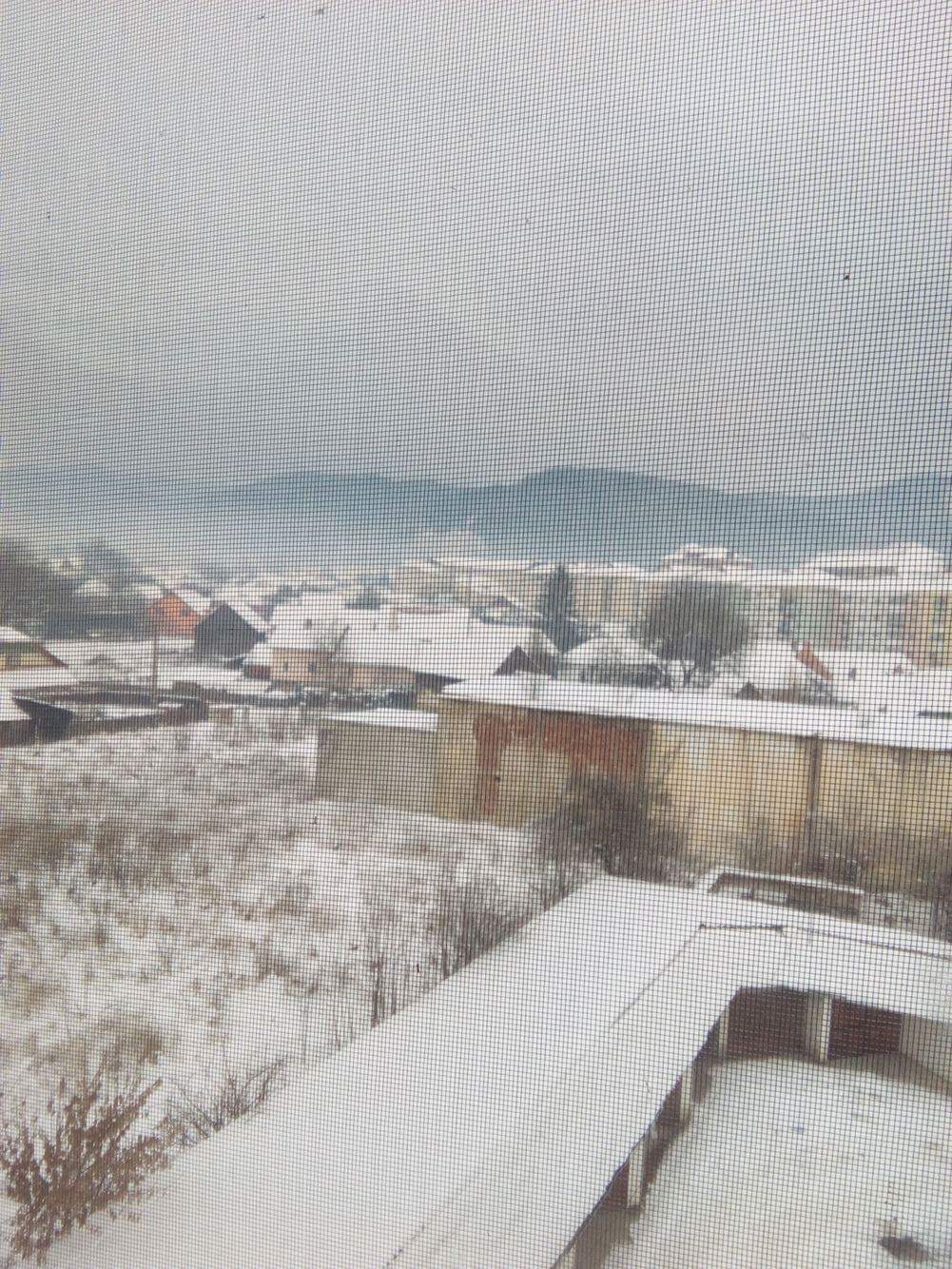
Téli látkép háttérben a Kárpátokkal

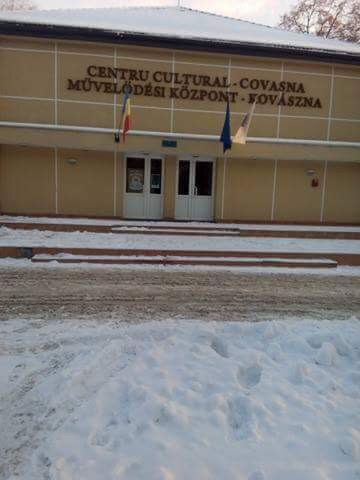
Művelődési Ház

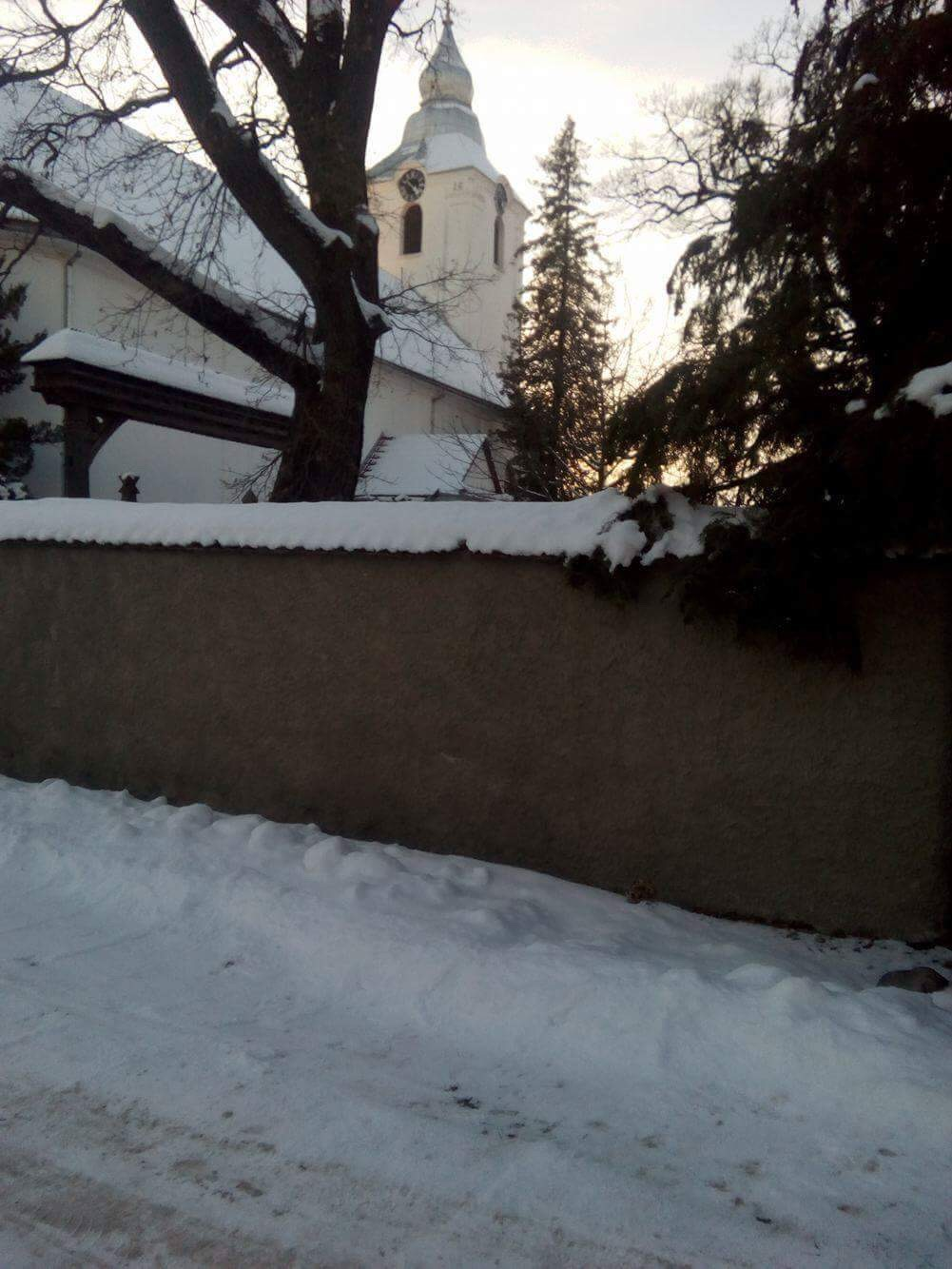
Belvárosi református templom

Kovászna (románul Covasna, németül Kovasna) város Romániában, Kovászna megyében . Az egykori Orbaiszék központja, 1876-tól járási székhely, 1952 óta város, 1968 óta Kovászna megye névadó települése. Az idők során Vajnafalva olvadt bele, 1968 óta Csomakőrös is hozzá tartozik. Székelyföld legkeletibb magyar többségű városa. Kovásznán számos ásványvízkút (helyi nyelvjárásban: borvízkút) illetve több gyógyhatású gázfürdő (mofetta) található.

## Fekvése
Kovászna Kézdivásárhelytől 20 km-re délre, a Keleti-Kárpátok kanyarulatában, a Berecki-havasok lábánál fekszik. A várost a  Kovászna-patak szeli ketté.

## Nevének eredete
Nevét a Kovásznában található vizeiről kapta. Kovászna megyében számos gyógyvíz forrás található, melynek íze kissé keserűs. A megye neve a szláv eredetű kovászból eredeztethető, mely a kvas szláv szóból alakult ki, jelentése: keserű, utalva az itt található vizek ízére. Szabó Gyula (1914–1984) adatközlése szerint viszont Kó+vászna, azaz Kó nevű egyén (vitéz az egyik, mesterember a másik mondai magyarázat szerint) vásznairól (zászló vagy szövött vászon) kapta a nevét.

## Története
1548-ban Kowazna néven említik. Kovászna az 1567. évi regestrumban mint igen tekintélyes helység 61 kapuval van bejegyezve. 1840-ben vásártartási jogot kapott. 1756-ban, 1863-ban, 1869-ben, 1874-ben és 1887-ben tűzvész pusztította. Régi református temploma 1754 és 1764 között épült. Az 1802. évi földrengés annyira megrongálta, hogy le kellett bontani. A település világhírű klimatikus gyógyhely, üdülőváros, a határában fakad a legtöbb fajta borvíz Erdélyben. Közel 1500 különböző összetételű  borvízforrása van. A fürdőélet az 1880-as években kezdődött, 1889-ben megalakult a fürdő részvénytársaság, a vajnafalvi Horgászkút vízét 1891 óta palackozzák. Számos szénsavas termálfürdője és mofettája van. A főtéren levő Pokolsár az egykori vulkanikus kitörés nyomán keletkezett szénsavas-sós ízű iszapvulkán volt. Mára egy kőmedencébe foglalt csendes fortyogó maradt belőle. Egykor hideg gyógyfürdőként használták. A 19. században több kitörését is feljegyezték. 1910-ben 5451 lakosából 4154 magyar, 1105 román, 92 rutén, 48 német volt. A trianoni békeszerződésig Háromszék vármegye Orbai járásához tartozott. 2002-ben 11 369 lakosából 7539 magyar, 3673 román, 117 cigány, 10 német volt. A 2011-es népszámláláskor mintegy 10 000 lakost jegyeztek fel, ebből 6368 magyar, 3176 román, 307 cigány, 7 német, a többi más nemzetiségű.

## Látnivalók
- A városon átfolyó Kovászna-patak havasok közé felnyúló völgyében levő Várhegyen egykori vár romjai láthatók.
- A református vallásnak a 17. század kezdetétől vannak nyomai a településen. A ma látható templom 1812–15 között épült, de tornya már 1815-ben ledőlt, majd az 1940-es földrengés is jelentős károkat okozott az épületben.
- Római katolikus temploma 1914 és 1922 között épült.
- A vajnafalvi református templom. „Egy 1847-ben keltezett jegyzőkönyv szerint a vajnafalviak gondnokot választanak maguknak, aki az egyház ügyeit intézze. 1852-ben fából építenek templomot maguknak a vajnafalvi reformátusok. Majd 1887-ben beolvadnak a kovásznai református egyházba azzal a kikötéssel, hogy a presbitériumban a vajnafalvi hívek is képviselve legyenek. Időközben a fából készített templom rozoga lett, és a vajnafalviak új templom építésének az álmát kezdték melengetni szívükben. Csírája az ún. templomalapnak, hogy 1888-ban Vajna Károlyné sz. Csutak Erzsébet ingatlanjai egyötödét a templomépítés céljára hagyja. 1908-ban gyűjtést indítanak a településen az új templom megépítéséhez. Szépen gyarapodnak az adományok, de az első világháború ezt a tervet is megakadályozza, mert a pénz elértéktelenedik. Az összegyűlt pénz már semmire sem elég. Ilyen körülmények között sem lankad Havadtőy Sándor kovásznai református lelkipásztor, aki a következőket jegyzi fel a templom építése kapcsán: bűnbánat és könnyhullatás között tanultam meg, hogy a templomépítésnek egy feltétele, egy eszköze van, az imádság, amivel zörgetni, kérni kell hittel, és amiben nem szabad elfáradni. Nagy előrelépést jelent a templomépítésnél az, ami 1929 Pünkösdjén történik. Az ünnepen a lelkipásztor beszéde nyomán többen is nagyobb összeget ajánlanak fel a nemes célra. Nemsokára Kovászna község is szép összeggel járul hozzá az építkezéshez. A templom tervét Debreczeni László készítette. A presbitérium 1930-ban fogadja el a tervet. Az építkezésnek szeptember elején fognak neki. Két hónap alatt fedél alá kerülnek a falak. A további munkálatok, pl. a bútorzat elkészítése elhúzódik 1932 nyaráig. Havadtőy Sándor lelkész a templom építésének történetéről írt könyvében is köszönetet mond az adományozóknak, az építtető bizottság tagjainak, és feljegyzi mindazoknak a nevét, akik adakoztak.”
- A Kádár-házban ma képtár van.
- Itt működik az ország legnagyobb szívgyógyászati központja.
- A város szimbóluma a Pokolsár, egyedülálló iszapos, kénes–széndoxidos gázkitörés a Főtér keleti peremén, melyet kezdetben fürdőkúrára használtak. 1881-ben nyitották meg „Pokolsár Fürdőintézet” néven, s ezzel Kovászna a rendezett gyógyfürdők sorába lép. A későbbi fürdőtelep a vajnafalvi (Kovásznával összenőtt falu) Mikes-telken alakult ki, Mikes fürdő néven. A Pokolsár vasas, káliumos és lítiumos vizét a forrásból állandóan feltörő szén-dioxid és kén-dioxid tartja mozgásban. Az örvénylő, zúgó Pokolsár szeszélyes kitöréseit régebben több száz szekérnyi kővel és homokkal elfojtották, és ma egyszerű, dróthálóval letakart medencébe zárva vonja magára az odalátogatók figyelmét.
- A városban megtalálható gázfürdők, népies megnevezéssel mofetták, rendkívül változatos vegyi összetételükkel – meleg ásványvizes előfürdővel kombinálva- kiváló gyógyhatással vannak többek közt az érrendszerbeli, az idegrendszerbeli és a mozgásszervi megbetegedésben szenvedők számára. A gázfürdőbe derékig vagy nyakig bemerülőknek felesleges mozgással a leülepedett sűrű gázt nem szabad felkavarniuk, feltartott fejjel kell fogadniuk a gyógyító gázok perceken belül jelentkező hatását. Az arcizmok rezdülésein észrevehetően követhető, amint a bizsergető meleg a lábujjaktól halad felfelé, a magasabban fekvő testrészek felé.
- A város nevezetes ipartörténeti emléke a Kovászna-Kommandó erdei vasút, amelyet 1892-ben helyezték üzembe, 760 mm-es nyomközzel. A kisvasút kovásznai végén normál és keskeny vágányokkal átszőtt átrakót hoztak létre. Körbejárási lehetőséget csak az 5,8 kilométer hosszú vonal felső végén építettek. A vonalvezetést úgy alakították ki, hogy Kovászna községet (később várost) a vasút elkerülje, de Vajnafalvánál már igen hangulatosan közvetlenül a házak mellett halad, végül beér az elkeskenyedő, csoda szép Tündérvölgybe. Az itt található háromvágányos állomás szolgált a körbejárásra, valamint vonatátadásra, hiszen itt csatlakozott a HÉV - a ma már a világon egyedülálló ipari műemléken, a gravitációs siklóvasúton keresztül - a Kommandó környéki kiterjedt erdei vasúti hálózathoz. A hálózat legnagyobb kiterjedése 200 km körüli volt. Története során sokat változott, hol hosszabbították, hol megszüntettek vonalrészeket. A vasút folyamatos hanyatlása, a motorizáció előretörése és pályaelmosások miatt a Nehoiu-ba vezető Kis-Bászka és Nagy-Bászka völgyi vonalak felszedésével kezdődött (1969–1974). 1991-re felszámolták a Kommandóról délre, Gyula felé kiinduló hálózatrészt. A politikai rendszerváltás után az erdők nagyrészt magánkézbe kerültek, és az új tulajdonosok zöme teherautóval szállíttatta a fát. Jelentős erdőterületekről (pl. a Kis-Bászka völgyéből) nem is Kommandóra, hanem a Kárpátok túloldalára szállítanak. 1995-ben a széldöntés (szélvihar) hatalmas erdőrészeket pusztított el. Az erdő regenerálódásáig kitermelési korlátozást vezettek be, az addigi évi 180 000 m³ helyett csak 50 000 m³ lett a kitermelhető, amiből mindössze 10 000 m³ jutott a kommandói fűrészüzemnek. 1996-ban erdőtűz ütött ki a Tündérvölgyben. A tűz martaléka lett a siklóvasút is. Sorsdöntő összefogásban azonban a vasút valamikori és aktív dolgozói, támogatói újjáépítették a siklót. A fűrésztelepet 1999 októberében bezárták, a dolgozókat elbocsátották. Szintén ekkor volt a vasút utolsó üzemnapja.

## Híres emberek
- Itt született 1880-ban Márk Mihály református egyházi író, szerkesztő, elbeszélő (mh. 1965)
- Itt született 1897-ben dr. Héjja Pál katonaorvos, szakíró.
- Itt született 1908-ban Kádár László geográfus, Afrika-utazó.
- Itt született 1909-ben Ignácz Rózsa író (mh. 1979).
- Itt született 1934-ben Fábián Ernő közíró, filozófus (mh. 2001).
- Itt született 1937-ben Zágoni Jenő bibliográfus, művelődéstörténész.
- Itt született 1945-ben Zágoni Attila újságíró, író, pamfletista (mh. 1989).
- Itt született 1953-ban Szabó András képzőművész, muzeológus, művészeti író és művészpedagógus.
- Itt született 1966-ban Varga Erzsébet gyógyszerész, gyógyszerészeti szakíró, egyetemi oktató.
- Itt született 1974-ben Tóth Zsombor irodalomtörténész, egyetemi oktató.
- Itt élt Olosz Ella (1937–1993) textilművész.[6]

## Testvérvárosok
- Tikheru,  Görögország
- Balatonfüred, Magyarország
- Csenger, Magyarország
- Nagykanizsa, Magyarország
- Pápa, Magyarország
- Sunne, Svédország